# 眉路骨惇國
眉路骨惇国（阿拉伯语：‎，意思是异教徒、叛教者、无神论者）或眉路骨国（阿拉伯语：‎），是宋元时期的一个西域国家，其位置尚未确定，有巴尔赫、君士坦丁堡、梅尔夫等多种说法。